# 富春江镇
富春江镇，中国浙江省西北部桐庐县下辖的一个镇。2019年被评为中国文化百强镇。

## 行政区划
现辖：
大洋坪社区、黄坡岭社区、芝厦社区、渡济社区、横山村、孝门村、俞赵村、上四村、渡济村、里董村、大庄村、芝厦村、金家村、象山桥村、芦茨村、茆坪村、石舍村、严陵村和七里泷村。

## 中国传统村落
2013年8月，石舍村获批第二批中国传统村落。